# سلاوت
سِلَاوَت (الأردية: سلاوٹ) هم مجتمع مسلم موجود في إقليم السند في باكستان، وولاية راجستان في الهند. يُعرفون أيضًا باسم سَنغتاراش وغازدار ، خاصةً في السند.

## التاريخ والأصل
كان السلاوتيين مجتمع مرتبط تاريخيًا بامتهان حرفة النحت والبناء. كلمة "سلاوت" هي تحريف للكملة السنسكريتية "سلِبْوَت، وهي تشير حرفياً إلى أحد أتباع الإله الهندوسي شِلب شاسترا، الذي يرتبط تقليديًا بفن العمارة. كانوا معروفين أيضًا باسم سوتراردهير من السنسكريتية وتعني السناج ويقصد به الخيط، الذي احتفظوا به للقياسات.
يضم السلاوتيين قسمين رئيسيين - ميرتا وناغوري - يطلق عليهما اسم مدينتي ميرتا وناغور. لكن هناك أيضًا مجموعات مثل خلجي وبهميم يدعون أنهم من أصول تركية، بينما تدعي جماعة السيد أن أصولهم عربية. ربما يعكس هذا حقيقة أن السلاوتيين من أصل غير متجانس، حيث تضم عددًا من المجموعات التي عملت في مهنة البناء. المجتمع الآن يلتزم بقواعد زواج الأقارب، ولا يتزاوجون مع غير السلاوت.